# さよならロビンソンクルーソー
『さよならロビンソンクルーソー』は、野木亜紀子による脚本で、第22回フジテレビヤングシナリオ大賞受賞作。応募総数2,286編の中から大賞を受賞した。またそれを原作とし2010年12月29日にフジテレビで放送された単発テレビドラマ。視聴率4.2%。
ドラマは若手ディレクター宮木正悟の初監督作品でもあり、ドラマ製作部長も若さが新しい世界観を作ると語っている。

## 登場人物
梶谷慶介
演 - 田中圭
民間の清掃会社「光風環境株式会社」のごみ清掃作業員。美也に貢ぐ日々が続く。美也がリストカットし病院に運ばれた時ハナと出会い、以来同士としてつるむことになる。
橘 美也
演 - 蓮佛美沙子
借金を持つがバイトも続かず、付き合っている慶介に助けられながら生活している。
成雪
演 - 綾野剛
バンドマン。
宮内ハナ
演 - 菊地凛子
美月記念病院の看護師。慶介同様、成雪に貢いでいる。
梶谷惣一
演 - 渡邉紘平
慶介の兄。
梶谷志乃
演 - 宮内順子
慶介の祖母。
梶谷馨
演 - 杉野なつ美
慶介の母。
三上、男性、男性
演 - 鈴之助、楠瀬拓哉、三輪達宏
成雪のバンド仲間。
課長、竹中、柴田
演 - 岸博之、宮川浩明、金井俊太郎
慶介が働く清掃会社「光風環境株式会社」の上司と同僚。
翔とその両親
演 - 滝田匠、中脇樹人、笠木泉
慶介が自転車で事故した相手の子供とその両親。
患者の家族
演 - 川口圭子
美月記念病院で亡くなった患者の家族。
ファン
演 - すぎもとみさき、宮本京佳
成雪のバンドが出演するライブハウスにやってくるファン。
主婦
演 - しのへけい子
慶介の清掃車の担当地区でゴミ出しする主婦。
女の子とその母親
演 - 日丸珠菜、吉田エマ
慶介の清掃車に鼻をつまむ女の子とその母親。

## スタッフ
- 原作・脚本 - 野木亜紀子
- 選曲 - 泉清二
- エンディングソング - 2AM「전활 받지 않는 너에게(You wouldn't Answer My Calls/電話に出ない君に)」
- プロデュース - 東康之、喜多麗子
- 演出 - 宮木正悟
- 制作 - フジテレビドラマ制作センター

## その他
- 「さようなら、ロビンソン・クルーソー」 - ジョン・ヴァーリイの1977年発表のSF短編小説